# Mericisca gracea
Mericisca gracea är en fjärilsart som beskrevs av George Duryea Hulst 1896. Mericisca gracea ingår i släktet Mericisca och familjen mätare. Inga underarter finns listade i Catalogue of Life.